# Ivoy-le-Pré
Ivoy-le-Pré je francouzská obec v departementu Cher v regionu Centre-Val de Loire. V roce 2010 zde žilo 889 obyvatel.

## Vývoj počtu obyvatel
Počet obyvatel 

## Osobnosti
- Nicolas Leblanc (1742–1806), lékař a chemik